# Busta paga
La busta paga è un documento che il datore di lavoro fornisce ad un lavoratore dipendente, relativo all'importo della retribuzione da questo percepita, per un determinato periodo di lavoro.

## Il contenuto
La retribuzione è indicata sia al lordo (includente la somma numerica corrisposta senza le trattenute) sia al netto (cioè la somma percepita scremata delle eventuali trattenute). Può essere inoltre diretta (riferita alla prestazione fornita), indiretta (se si riferisce a elementi contrattuali come le ferie o a mensilità aggiuntive), differita (somma accantonata e poi restituita durante o al termine del rapporto contrattuale, si pensi alla liquidazione di fine rapporto di lavoro  che può essere in parte anche anticipata). 
Oltre all'ammontare della retribuzione, sono contenuti anche alcuni dati del lavoratore dipendente come ad esempio:
- dati anagrafici del datore di lavoro;
- dati identificativi del dipendente (nome, cognome, qualifica);
- periodo di riferimento;
- elementi fissi della retribuzione;
- la parte variabile;
- trattenute fiscali;
- trattenute previdenziali.

## Nel mondo

### Cina
In Cina l'obbligo di consegna al lavoratore è previsto dal codice civile entrato in vigore dal 1° gennaio 2021, sebbene alcune province della Cina possano prevedere disposizioni in tema. 

### Germania
Viene regolamentata dall'articolo 108 del Codice del Commercio e dell'Impresa (Gewerbeordnung), promulgato il 21 giugno 1869.

### Italia
La denominazione formale, prevista dalla legge 5 gennaio 1953, n. 4, è "prospetto di paga", e il datore di lavoro deve obbligatoriamente fornirla al lavoratore. In essa vengono anche riportati i dati: del datore di lavoro, della società operativa, delle trattenute relative alle imposte, delle qualifiche CCNL e dei vari enti di previdenza sociale associati.

### Regno Unito
Nel Regno Unito l'"Employment Rights Act 1996" impone che il lavoratore dipendente debba avere una busta paga da consegnarsi il giorno previsto per l'erogazione del salario o prima del medesimo. 

### Stati Uniti d'America
Negli USA generalmente reca le seguenti trattenute e/o imposte:
- Federal W/H (Federal income tax withholding): trattenute fiscali generali di vario tipo, che sono generalmente le più alte e possono arrivare a incidere sulla retribuzione anche più del 10%.
- FICA (Federal Insurance Contributions Act): tassa federale imposta a ogni busta paga per ottenere fondi devoluti al sistema di sicurezza sociale per assistere disabili, pensionati, persone anziane e bisognose.
- Medical insurance (ovvero assicurazione sanitaria): dipende dalla polizza stipulata, dalla copertura offerta ed è generalmente pagata, in una certa percentuale, dal datore di lavoro.